# Montserrat Figueras

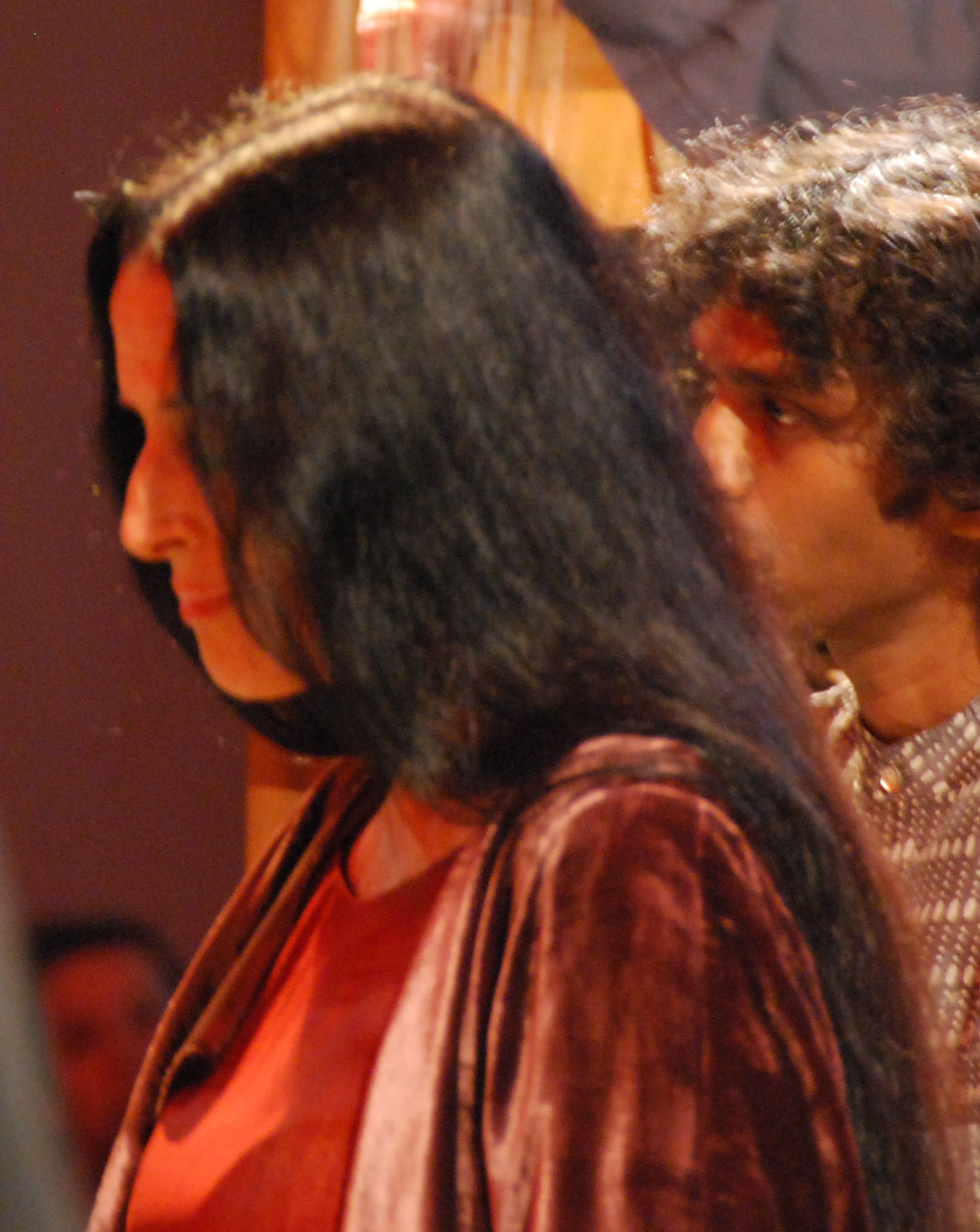
Montserrat Figueras

Montserrat Figueras i Garcia ([munsəˈrat fiˈɣeɾəs i ɡərˈsi.ə]) (* 15. März 1942 in Barcelona; † 23. November 2011 in Bellaterra, Gemeinde Cerdanyola del Vallès, Spanien) war eine katalanische, auf Alte Musik spezialisierte Sopranistin. Sie interpretierte ein Repertoire von Musik aus dem Mittelalter, der Renaissance und dem Barock. Ihr künstlerisches Wirken war eng verbunden mit dem ihres Mannes, des Gambisten und Musikwissenschaftlers Jordi Savall, mit dem sie gemeinsam die Ensembles Hespèrion XX, La Capella Reial de Catalunya und Le Concert des Nations gründete und zahlreiche Konzerte und Einspielungen von Alter Musik realisierte.

## Leben und Werk
Montserrat Figueras wurde in eine sehr musikliebende Familie hineingeboren. Sie studierte Schauspiel und Gesang bei Jordi Albareda in Barcelona. In jungen Jahren gab sie ihr erstes Konzert mit dem katalanischen Ensemble für frühe Musik Ars Musicae unter Enric Gispert. Sie erarbeitete sich im Laufe der Jahre ein eigenständiges Konzept für die Interpretation früher Vokalmusik von den Troubadours bis zum Barock. Dieses schöpfte in historischer und musikalischer Hinsicht aus den originären Quellen der Alten Musik und war unabhängig von der post-romantischen Tradition der Aufführung Alter Musik.
1968 heiratete Figueras Jordi Savall und begleitete diesen nach Basel. Hier vertiefte sie an der Schola Cantorum Basiliensis sowie an der Musikakademie Basel bei Kurt Widmer, Thomas Binkley und später bei Eva Kraznei ihre Ausbildung.
Von 1974 bis 1989 wirkte sie an der Seite ihres Mannes als Sopranistin in den gemeinsam gegründeten Ensembles Hespèrion XX (jetzt: Hespèrion XXI; 1974 zusammen mit dem Lautenisten Hopkinson Smith gegründet), Capella Reial de Catalunya (1987 gegründet) und Le Concert des Nations (1989 gegründet).
1991 debütierte sie am Gran Teatre del Liceu in Barcelona mit der Oper Una cosa rara o sia Bellezza ed onestà („Eine seltene Sache oder Schönheit und Ehrbarkeit“) von Vicente Martín y Soler unter der Leitung von Jordi Savall. 1993 gab sie am gleichen Opernhaus L’Orfeo von Claudio Monteverdi.
Die Sängerin und ihr Mann gründeten 1998 das Plattenlabel Alia Vox, über das sie mehr als fünfzig Platten herausgaben. Ihr Repertoire an Aufnahmen hatte einen Umfang von originär lateinischer bis zur polyphonen Musik der Renaissance und allen musikgeschichtlichen Zwischenstufen. Folgende Aufnahmen stehen exemplarisch für die künstlerische Breite des Ehepaares:
1978: Cansós de Trobairitz (Lyrik der Trobairitz, um 1200)
1979: Llibre Vermell de Montserrat (Pilgerlieder des 14. Jahrhunderts von Montserrat)
1991: Cançons de la Catalunya Mil·lenària (Lieder aus der tausendjährigen Tradition Kataloniens)
Montserrat Figueras konzertierte häufig in Europa, den Vereinigten Staaten und auch in Asien. Sie gab ihr Wissen über Alte Musik und deren Aufführungstechniken in vielen Kursen weiter.

### Preise und Auszeichnungen
Figueras erhielt für ihre mehr als 60 Platten- und CD-Aufnahmen vielfache internationale Auszeichnungen wie den Grand Prix de l’Académie du Disque Français, den niederländischen Edison Klassiek, den Grand Prix de la Nouvelle Académie du Disque (1992) und den Grand Prix de l’Académie Charles-Cros (1993). Für ihre Lebensaufgabe, die Wiederbelebung der Alten Musik, wurde sie 2001 mit einem Grammy geehrt. 2003 erhielt sie von der französischen Regierung den Titel „Offizieller Vertreter der französischen Kunst und Literatur“. 2008 wurden Montserrat Figueras und ihr Mann Jordi Savall von der UNESCO zu „Künstlern für den Frieden“ deklariert. 2011 erhielt sie für ihren Einsatz für die Alte Musik das Sankt-Georg-Kreuz der katalanischen Landesregierung, Generalitat de Catalunya in Barcelona. Im selben Jahr erhielt sie einen Grammy für ihr CD-Buch Dinastia Borgia. Església i poder al Renaixement („Die Dynastie der Borgia. Kirche und Macht in der Renaissance“).

### Familie
Montserrat Figueras, Mutter der Musiker Ferran Savall und Arianna Savall, verstarb am 23. November 2011 infolge eines ein Jahr zuvor diagnostizierten Krebsleidens in ihrem Haus in Bellaterra (Cerdanyola del Vallès, nördlicher Großraum von Barcelona). Sie wurde am 25. November 2011 im Kloster von Pedralbes beigesetzt. Montserrat Figueras hatte bis in den August 2011 Konzerte gegeben und an Musikaufnahmen mitgewirkt. Die Nachricht ihres Todes traf die Musikwelt unerwartet, da sie ihr Leiden nicht öffentlich gemacht hatte.

## Diskografie
- 1982 – Battaglie e Lamenti, Schlacht und Klage (Archiv Produktion)
- 1983 – Girolamo Frescobaldi, Arie e canzone (Philips)
- 1984 – Giulio Caccini, Le nuove musiche, con la Schola Cantorum Basiliensis (Deutsche Harmonia Mundi)
- 1985 – Tobias Hume, Poeticall musicke, con Hespèrion XX (Deutsche Harmonia Mundi)
- 1988 – El Canto de la Sibilla, 1. Catalunya, con La Capella Reial de Catalunya (Astrée)
- 1988 – Claudio Monteverdi, Vespro della Beata Vergine, con La Capella Reial de Catalunya (Astrée)
- 1990 – Luis de Milán, El maestro II. Sonetos, villancicos y romances, con Hopkinson Smith (Astrée)
- 1990 – Bartomeu Càrceres, Villancicos & Ensaladas, con La Capella Reial de Catalunya (Astrée)
- 1990 – Cançons de la Catalunya millenària – Planys & Llegendes, con La Capella Reial de Catalunya (Astrée)
- 1991 – Lope de Vega, Intermedios del Barroco Hispánico, con Hespèrion XX (Astrée)
- 1993 – Tarquinio Merula, Su la cetra amorosa, arie e capricci a voce sola, con Jordi Savall e altri (Astrèe)
- 1996 – El Canto de la Sibila, 2. Galicia-Castilla, con La Capella Reial de Catalunya (Naïve Records)
- 1997 – Jose Marín, Tonos Humanos, con Rolf Lislevand e altri (Alia Vox)
- 1999 – Battaglie & Lamenti, con Hespèrion XX (Alia Vox)
- 2000 – Diaspora Sefardì con Hespèrion XX (Alia Vox)
- 2003 – Ninna Nanna (Alia Vox)
- 2004 – El cant de la Sibilla, 3. Mallorca – València, con La Capella Reial de Catalunya (Alia Vox)
- 2005 – Don Quijote de la Mancha. Romances y Mùsicas, con La Capella Reial de Catalunya (Alia Vox)
- 2006 – Lux Feminae (900-1600) (Alia Vox)
- 2009 – Le Royaume Oublié (Alia Vox)
- 2009 – La barca d’amore (Alia Vox)
- 2010 – Dinastia Borja (Alia Vox) con Hesperion XXI e Jordi Savall – Grammy Award for Best Small Ensemble Performance 2011
- 2011 – Canti della Catalogna Millenaria (Alia Vox)
- 2011 – El cant de la Sibilla, 4. Catalunya (Alia Vox)
- 2012 – Montserrat Figueras. The voice of emotion, tributo (Alia Vox)